# Modus tollendo tollens
En lògica, el modus tollendo tollens (en llatí, 'mode que negant nega'), també anomenat modus tollens i generalment abreujat com a MTT o MT, és una regla d'inferència que té la següent forma:
Si A, llavors B
No B
Per la qual cosa, no A
Per exemple, un raonament que segueix la forma del modus tollens podria ser:
Si és de dia, llavors fa sol.
No fa sol.
Per la qual cosa, no és de dia.
Una altra manera de presentar el modus tollens és:
{\displaystyle {\begin{array}{r}A\to B\\\neg B\\\hline \neg A\end{array}}}
I encara una altra manera és a través de la notació del càlcul de seqüents:
{\displaystyle (A\to B),\neg B\vdash \neg A}

## Falsabilitat
El modus tollens és central al model falsacionista de la ciència proposat per Karl Popper en el seu llibre La lògica de la investigació científica. Segons Popper, la ciència mai no pot confirmar definitivament una hipòtesi, però sí que pot refutar-la definitivament deduint-ne una conseqüència observable i mostrant que aquesta conseqüència no es compleix. Aquest procediment de refutació segueix la forma d'un modus tollens:
La hipòtesi H implica la conseqüència observable O.
La conseqüència observable O no és el cas.
Per la qual cosa, la hipòtesi H tampoc no és el cas.
La validesa d'aquest raonament contrasta amb la invalidesa dels intents de confirmació d'una hipòtesi:
La hipòtesi H implica la conseqüència observable O.
La conseqüència observable O és el cas.
Per la qual cosa, la hipòtesi H també és el cas.
Aquest raonament és un cas d'afirmació del conseqüent, i per la qual cosa no és un raonament vàlid. En conseqüència, mentre que les refutacions tenen la forma d'un argument deductivament vàlid, les confirmacions tenen la forma d'un argument deductivament invàlid, i com a màxim tenen la força d'un raonament inductiu.